# Північна вежа (Києво-Печерська лавра)

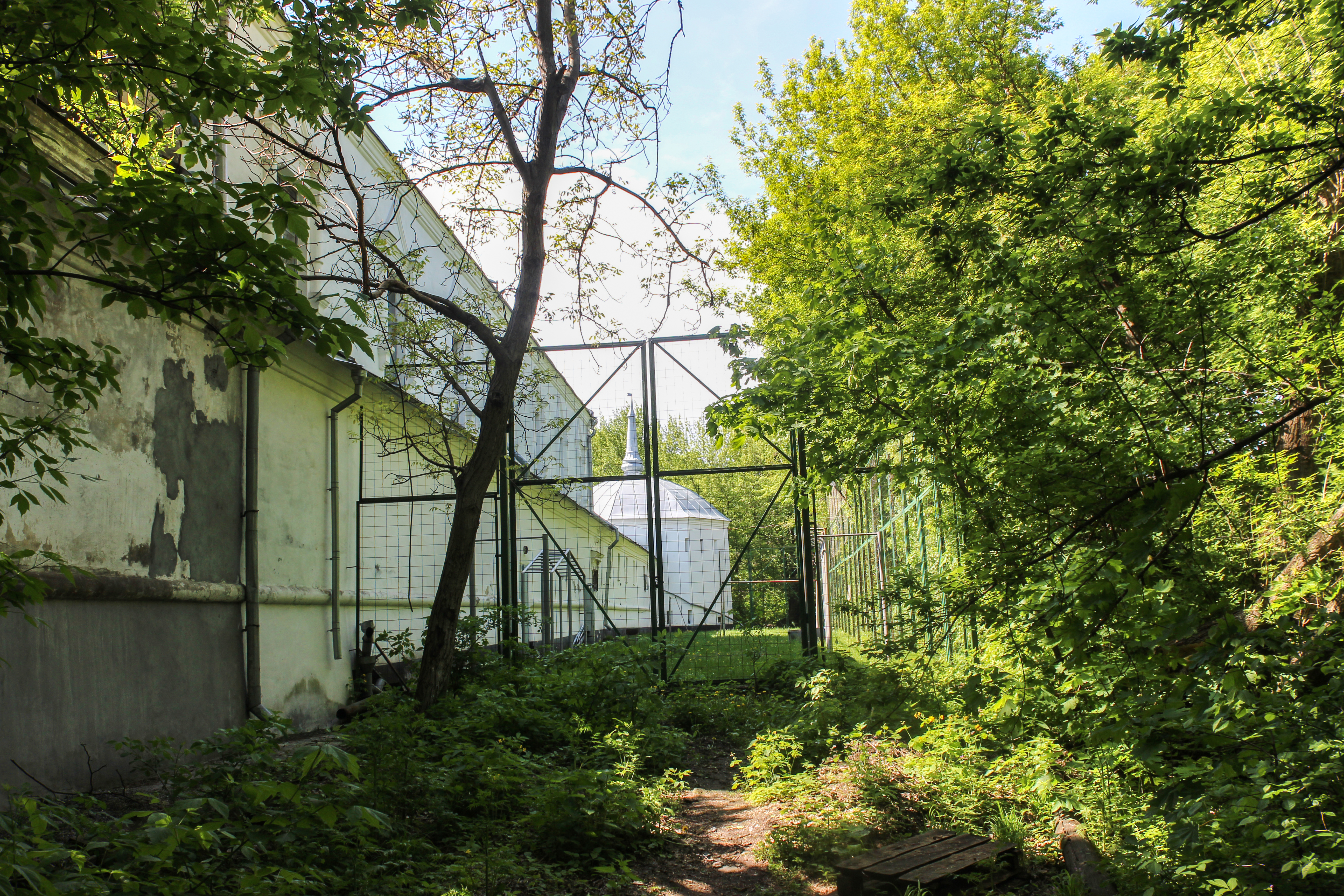

Північна вежа (Малярна) Києво-Печерської лаври — пам'ятка архітектури місцевого значення (охоронний № 4/17, корпус № 17). Споруджена у 1838-41 роках. 

## Перша вежа
Першу кам'яну сторожову вежу на цьому місці споруджено впродовж 1698 – 1701 рр. До пожежі 1718 року в ній, за припущеннями деяких вчених, на другому поверсі розміщувалася лаврська малярня, згодом переведена у келії «майстрові» (корпус № 20). На плані монастиря 1744 року та на «Першпекте Киево-Печерской крепости и части форштата от московской стороны» 1783 року зображена хрещатою в плані. Поряд з вежею розташовувався Павловський бастіон Києво-Печерської фортеці. У 1-й третині 18 століття в стінах вежі з'явилося кілька тріщин, що призвели до аварійного стану споруди, яку було розібрано разом із фундаментом.

## Сучасна вежа
Нову вежу побудовано 1838-39 рр. за проєктом командира Київської інженерної команди підполковника І. Дзичканця підрядником В. Сафроновим. 
Фундамент зроблено з каменю, нової цегли та щебеню. Стіни по верху зміцнено залізними в'язами та зведено баню «зі шкінцем». Впродовж 18, 19 і на початку 20 століття вежу увінчував хрест-корогва – «прапор Христової перемоги». 1841 року ззовні потинькована й побілена. У тому ж році київським майстром В. Молодовим обабіч вежі замість старих споруджено нові ділянки муру.
Ремонтні роботи проводилися 1947-48 та в 1950-х роках. До кінця 1960-х років приміщення використовувала лабораторія Інституту чорної металургії АН УРСР. Реставровано наприкінці 1980-х років. Наприкінці 1990-х років спрощено форму даху, розібрано південно-західну стіну, вежу сполучено з корпусом № 16 і пристосовано під спортивну залу.
Назва вежі «Малярна» затвердилася у середині 20 століття. Двоповерхова, цегляна, тинькована, побілена, у плані восьмикутна. Дах з бляшаною покрівлею, восьмисхилий, банеподібний, плескатих пропорцій, увінчаний конічним шпилем на кулі. Перекриття пласкі балкові. Об'єм вежі перебудовано.
Зведена у стилі класицизм. Первісні бійниці та амбразури розтесано. На першому та другому поверхах у зовнішніх стінах прорізано по два невеликі вікна. Серед інших веж Лаври вирізняється строгістю зовнішнього вигляду та стриманістю декору.
Вежа – цінна пам'ятка мурованої оборонної архітектури України.
Тепер її використовують як спортзалу Національної академії керівних кадрів культури і мистецтв Міністерства культури і туризму України. 